# Беклярбек
Беклярбек — керівник області, внутрішнього улусу. Одна з двох головних адміністративних посад у Золотій Орді. Беклярбеками були Ногай за хана Менгу-Тимура та Мамай за хана Бердібека. До його функцій входило керівництво армією, зовнішніми справами та верховний суд.

## Список беклярбеків
- Ногай
- Едигей
- Мамай (темник)